# لارهاط
لارهاط (به عربی: لارهاط) یک شهرداری در الجزایر است که در استان تیپازه واقع شده‌است.